# Алексеева, Мария Дмитриевна
Мария Дмитриевна Алексеева (Елецких) (1924—2010) — советский передовик производства в сельском хозяйстве. Депутат Верховного Совета РСФСР II созыва (1947—1951). Герой Социалистического Труда (1948).

## Биография
Родилась 25 июня 1924 года в деревня Петровские Круги Елецкого района Липецкой области в крестьянской семье.
С 1939 года, с пятнадцати летнего возраста начала свою трудовую деятельность в колхозе «Победа пятилетки» Елецкого района. Позже М. Д. Алексеева была назначена звеньевой на участке по выращиванию зерновых. По инициативе М. Д. Алексеевой в колхозе было создано комсомольско-молодежное звено высокого урожая, которое она и возглавила. В результате правильной организации труда, умелого применения агротехники и внедрения индивидуальной сдельщины, звено М. Д. Алексеевой уже в 1944 году получило на закрепленной площади в среднем 16 центнеров зерновых с гектара, здесь собрали почти 20 центнеров ржи и пшеницы с гектара, а проса — 40 центнеров.
В 1944 года Указом Президиума Верховного Совета СССР «за получение высоких урожаев пшеницы и ржи» Мария Дмитриевна Алексеева была удостоена ордена Ленина.
В 1945 году М. Д. Елецких (Алексеева) выработала 450 трудодней, добилась ещё более высокого урожая — получила 13 центнеров ржи с гектара, 18 центнеров пшеницы и 20 центнеров проса. Звено М. Д. Елецких (Алексеевой) следило за качеством полевых работ, уделяло особое внимание строгому соблюдению норм высева и тщательной заделке семян. В результате звено собрало с каждого гектара озимой пшеницы 30 центнеров, яровой пшеницы — 18 центнеров, ржи — 27 центнеров, овса — 24 центнера, проса — 17 центнеров, гороха — 18 центнеров. В среднем было собрано 24 центнера зерновых с гектара.
30 марта 1948 года Указом Президиума Верховного Совета СССР «за достижение рекордного урожая (тридцать с лишним центнеров с гектара)» Мария Дмитриевна Алексеева была удостоена звания Героя Социалистического Труда с вручением Ордена Ленина и золотой медали «Серп и Молот».
В 1950 году М. Д. Елецких поступила в Орловскую сельскохозяйственную школу по подготовке руководителей колхозов, там же и вступила в партию, через 3 года вернулась в родное село. До 1969 года работала агрономом колхоза «Победа пятилетки», бригадиром полеводов совхоза «Малобоевский». В 1969 году М. Д. Елецких переехала в город Елец, работала в местном «Зеленстрое», в железнодорожном отделе рабочего снабжения.
В 1947 году М. Д. Елецких была избрана депутатом Верховного Совета РСФСР II созыва.
С 1980 года — на пенсии. Умерла в 2010 году, похоронена в городе Ельце Липецкой области.

## Награды
- Медаль «Серп и Молот» (30.03.1948)
- Орден Ленина (1944, 30.03.1948)
- Медаль «За трудовую доблесть» (11.06.1949)
- Медаль «За доблестный труд в Великой Отечественной войне 1941—1945 гг.»
- Медаль «Ветеран труда» (28.08.1979)[3]